# Schlacht an der Brücker Mühle
Hastenbeck – Krefeld – Sandershausen – Mehr – Lutterberg 1758 – Bergen – Minden – Gohfeld – Fulda – Korbach – Emsdorf – Warburg – Rhadern – Kloster Kampen – Langensalza – Saalfeld – Vellinghausen – Arnsberg – Wilhelmsthal – Lutterberg 1762 – Brücker Mühle

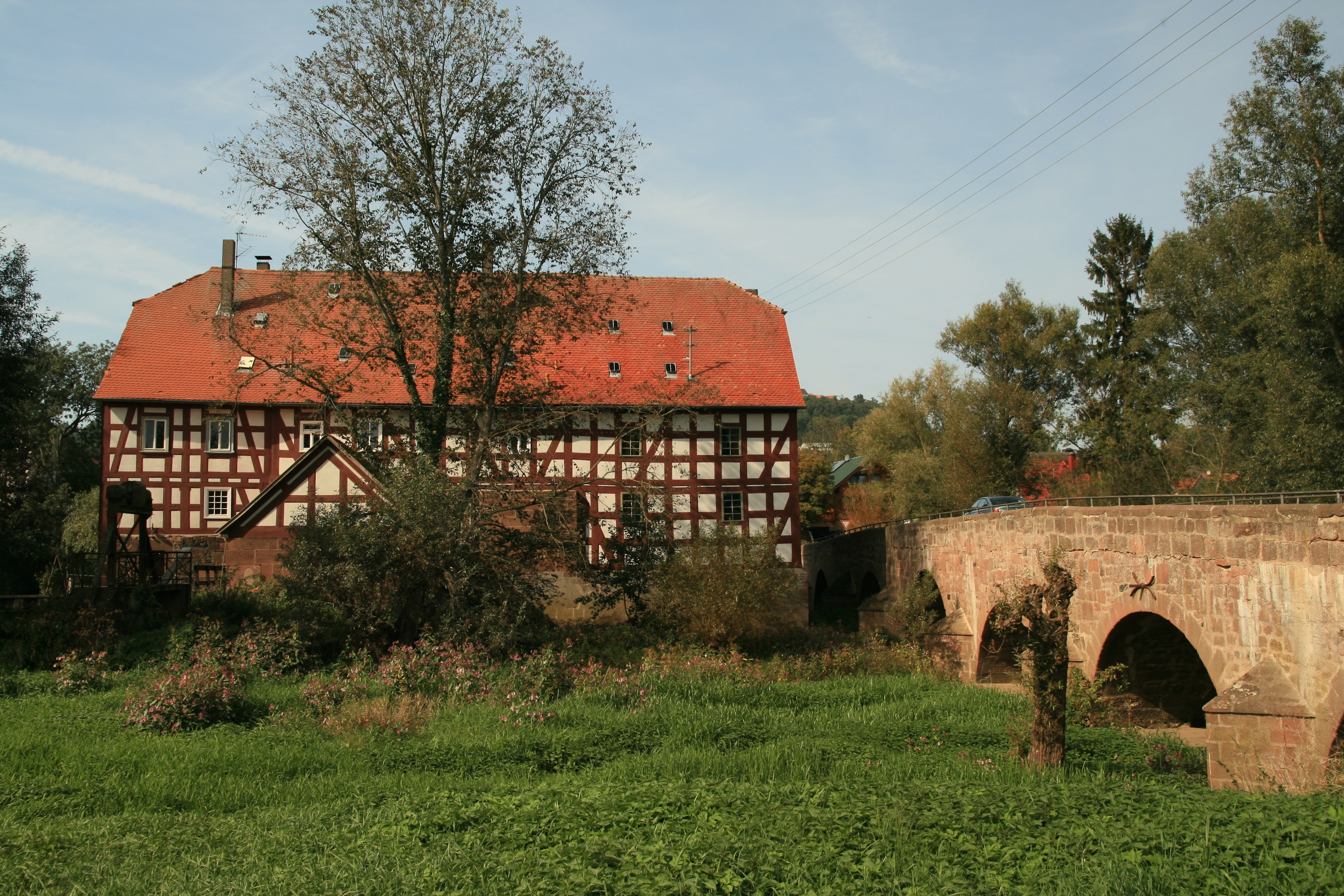
Die Brücker Mühle (Sept. 2011)

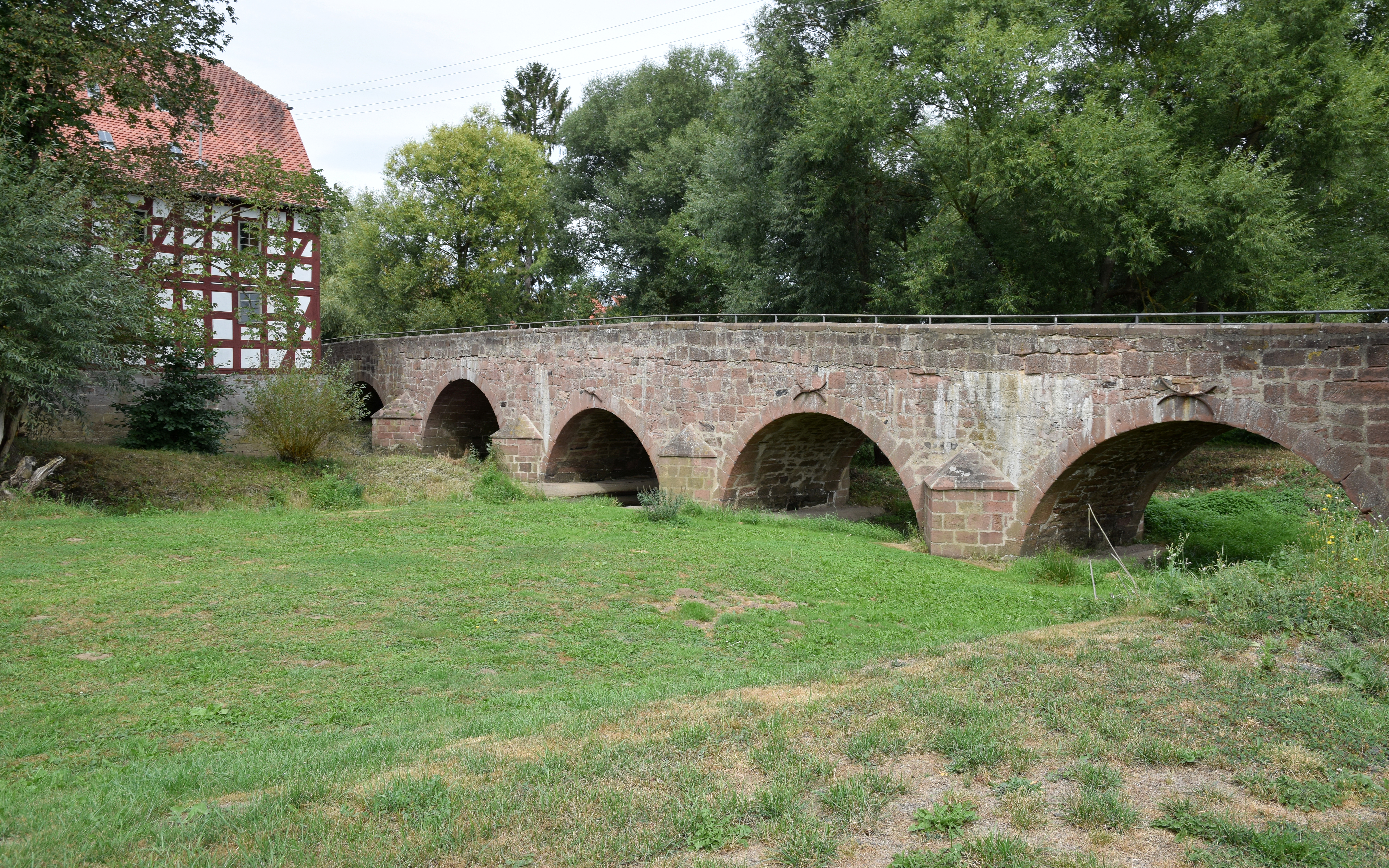
Die umkämpfte Brücke

Die Schlacht an der Brücker Mühle am 21. September 1762 war eine blutige Auseinandersetzung während des Siebenjährigen Kriegs zwischen den Franzosen einerseits und den mit Preußen verbündeten Hessen, Hannoveranern und Engländern andererseits. Sie fand bei der Brücker Mühle südöstlich von Amöneburg in Hessen statt.

## Vorgeschichte

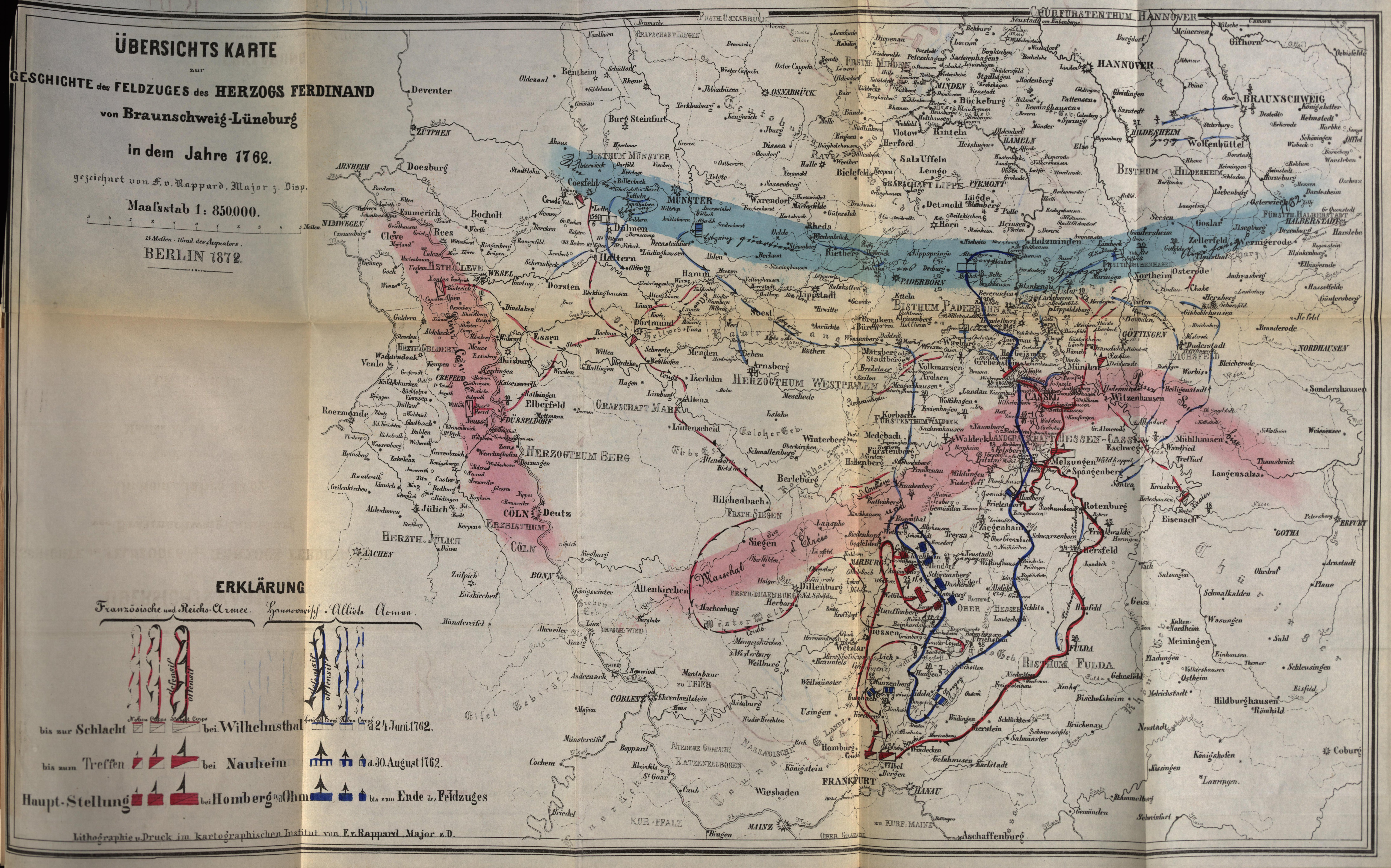
Übersichtskarte zur Geschichte des Feldzugs des Herzogs Ferdinand von Braunschweig-Wolfenbüttel im Jahre 1762

Im Jahre 1762 beschlossen die französischen Marschälle Le Tellier und Soubise, ihre beiden Hauptarmeen in Hessen zu vereinigen, um doch noch nach Nordhessen durchzustoßen und von dort aus gegen das mit England in Personalunion verbundene Kurhannover zu operieren. Diese Vereinigung sollte in der Schwalmgegend erfolgen, aber gezielte Angriffe der preußischen Verbündeten vereitelten dies und drängten die französischen Truppen bis in die Wetterau zurück. Dort kam es dann zur Vereinigung der beiden französischen Armeen, die nunmehr mit unterschiedlichen Stoßrichtungen nach Norden vorzudringen suchten, um das französisch besetzte, aber von den Verbündeten bedrohte Kassel zu erreichen.
Ihnen gegenüber stand die Westarmee aus mit Preußen verbündeten hannoverschen, braunschweigischen, hessischen, englischen und anderen Truppen unter Herzog Ferdinand von Braunschweig, Schwager des preußischen Königs Friedrich II. Um einen französischen Durchbruch nach Nordhessen zu verhindern, ließ Herzog Ferdinand das gesamte Gebiet östlich der Ohm von Burg-Gemünden flussabwärts bis nach Cölbe und auch das nördliche Lahnufer von dort bis hinauf nach Goßfelden abriegeln und alle Brücken und Flussübergänge besetzen. Außerdem stationierte er knapp 600 Mann auf der Amöneburg. Damit war der französische Plan, mit verschiedenen Stoßrichtungen nach Norden vorzudringen, nicht realisierbar, und ihre Heerführer konzentrierten nun ihre Hauptstoßkraft auf die Ohmübergänge.
Dies führte am 21. September 1762 zu einer fast 14-stündigen Schlacht um die steinerne Ohmbrücke bei der Brücker Mühle südöstlich von Amöneburg, die damals weit und breit die einzige Möglichkeit bot, die Ohm mit schweren Wagen oder Geschützen zu überqueren.

## Vorbereitungen
Am 19. und 20. September zogen die französischen Truppen, die in Marburg und Umgebung in Quartier gelegen hatten, in geordneter Formation in Richtung Kirchhain und Amöneburg ab. Am 20. September befand sich die Hauptarmee der Franzosen bei Schönbach, andere Truppenteile standen westlich der Lahn bei Wehrda, und der mit ihnen verbündete Prinz Franz Xaver von Sachsen befand sich mit seinem Kontingent südwestlich von Homberg (Ohm).
General de Castries brachte seine Truppen bei Amöneburg in Stellung. Westlich der Ohmbrücke errichteten sie eine Reihe laufgrabenähnlicher Stellungen und in Höhe der Brücke eine Verschanzung. Ihre Kanonen wurden weiter oberhalb am Osthang des Amöneburger Felsens mit Schussrichtung nach Osten in Stellung gebracht. Auf der Westseite des Berges richteten sie eine weitere Artilleriestellung ein, von der aus die Stadt beschossen werden konnte. Der größere Teil von Castries’ Truppen war auf die Gegend südwestlich von Amöneburg bis Roßdorf, Mardorf und Erfurtshausen verteilt.
In Erwartung des französischen Angriffs brachten die Verbündeten unter dem kurhannoverschen General Christian Ludwig von Hardenberg am 20. September östlich des Ohmübergangs sechs Bataillone Infanterie, acht Schwadronen Kavallerie und sechs Geschütze in Stellung. Etwa 150 m nordöstlich der Brücke errichteten sie eine zweiflankige und etwa einen Meter hohe Erdschanze, die mit 200 Mann des hannoverschen Regiments von Estorff besetzt wurde. Zwei hessische Haubitzen wurden einige hundert Meter östlich der Brücke bei der Ziegelhütte in Stellung gebracht, und die Ohmbrücke wurde mit Balken, Steinen und Erdwerk verbarrikadiert. Eine weitere Schanze mit sechs Bückeburger 6-Pfündern befand sich auf der Höhe des Ransberges, östlich der Ziegelhütte, und wurde durch den hannoverschen General von Zastrow befehligt, der das Kommando für den erkrankten Hardenberg übernahm. Die übrigen Infanterie- und Kavallerietruppen der Verbündeten befanden sich hinter den Höhen im Rückraum. Der äußerste linke Flügel der Verbündeten stand bei Homberg/Ohm; weitere Bataillone lagen bei Dannenrod und bei Schweinsberg.

## Die Schlacht
Am 21. September, im Morgennebel um 5 Uhr früh, eröffneten die Franzosen das Feuer auf die Stadt, und gegen 6 Uhr begannen sie mit dem Beschuss der Ohmbrücke und der seitlich dahinter liegende Schanze. Die Kanonade zerstörte sehr bald die Barrikaden auf der Brücke. Der erste daraufhin folgende französische Sturmangriff scheiterte jedoch im Feuer der gegenüberliegenden Schanzenbesatzung und dem von der Batterie am Ransberg auf das Brückengelände gelegten Kartätschenhagel.
Inzwischen hatte Herzog Ferdinand von den Kämpfen erfahren und seinen Geschützpark von Stausebach in Richtung Kirchhain beordert. Gegen 8 Uhr trafen sechs hessische 12-Pfünder von dort auf dem Gefechtsfeld ein und wurden am Rande des Brücker Waldes und oberhalb der Ziegelhütte in Stellung gebracht.
Die Franzosen unternahmen in den folgenden Stunden immer wieder neue Sturmversuche, die jedoch alle im gegnerischen Abwehrfeuer zusammenbrachen. Am Nachmittag um etwa 15 Uhr wurden am Südwesthang des Ransbergs sechs weitere hessische 12-Pfünder in Stellung gebracht, die sofort in das Geschehen eingriffen. Gegen 17 Uhr mussten die sechs bückeburgischen 6-Pfünder wegen Munitionsmangel gegen sechs hannoversche 12-Pfünder ausgetauscht werden. Da die Franzosen bis dahin noch immer keinen Durchbruch erzielt hatten, richteten sie nun ihre ganze Kraft auf die Schanze hinter der Brücke. Beide Seiten schickten immer wieder frische Truppen in den Kampf um die Schanze und die Brücke, die dann dem gegnerischen Gewehr- und Geschützfeuer zum Opfer fielen. Nach den Hannoveranern des Regiments von Estorff verteidigten Engländer, dann schottische Highlander, dann Hessen die Schanze. Am Nachmittag hatte der ständige Beschuss den Erdwall soweit eingeebnet, dass die Männer der hessischen Regimenter von Gilsa (unter General-Lieutenant Philipp Ludwig von Gilsa) und von der Malsburg (unter General-Major August Carl von der Malsburg) ihre gefallenen Kameraden als Schutzwall vor sich auftürmten.
Gegen 19 Uhr stürmten die Franzosen ein letztes Mal gegen die Schanze an. Eine Kolonne drang über die Brücke bis dicht an die Schanze vor, doch dann wurde auch sie vom Abwehrfeuer der Verteidiger zurückgetrieben. Bei Einbruch der Nacht gegen 20 Uhr verstummte der Gefechtslärm. Die etwa 14-stündige Schlacht hatte auf beiden Seiten insgesamt 527 Tote, 1363 Verletzte und 19 Vermisste gefordert und war damit die blutigste des ganzen Krieges in Oberhessen. Es gab keinen klaren Sieger, obwohl den Franzosen der Durchbruch nach Norden verweigert worden war.

## Eroberung von Amöneburg
Bereits am 21. September, während an der Brücker Mühle gekämpft wurde, hatten die Franzosen vor allem die Schlossgebäude und Türme an der Westseite des Berges unter gezielten Beschuss genommen und auch zwei Sturmversuche unternommen, die aber gescheitert waren. Ein erneuter Sturmangriff mit 15 Bataillonen am folgenden Tag hatte Erfolg. Entsprechend den Vereinbarungen zwischen den gegnerischen Armeen über die Behandlung ihrer Kriegsgefangenen wurden die Verteidiger der Stadt, 553 Mann und 11 Offiziere, am Nachmittag des 22. September den Verbündeten östlich der Ohm übergeben.

## Waffenstillstand

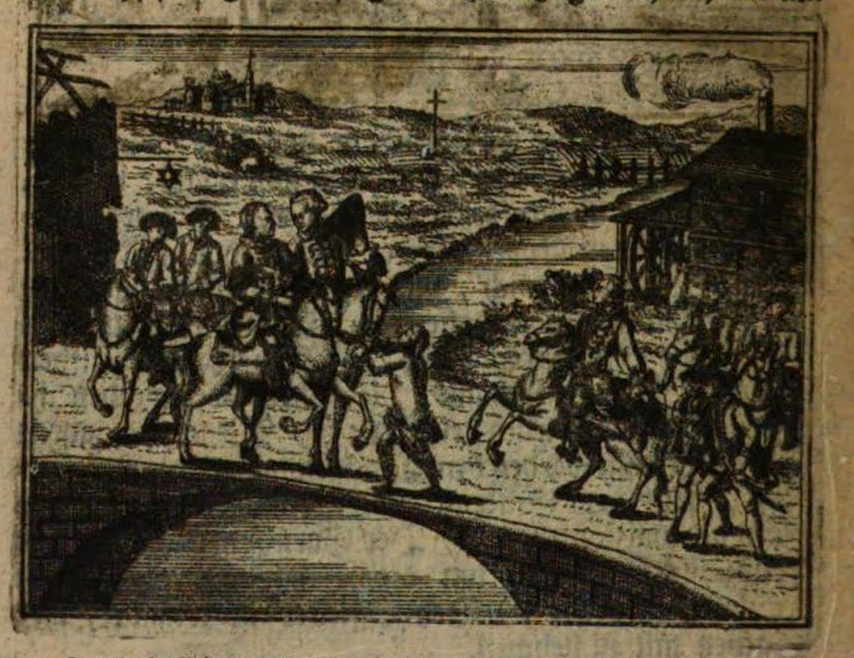
Zeitgenössische Darstellung der Unterredung Ferdinands von Braunschweig und Lord Granbys mit dem Comte de Guerchy, November 1762

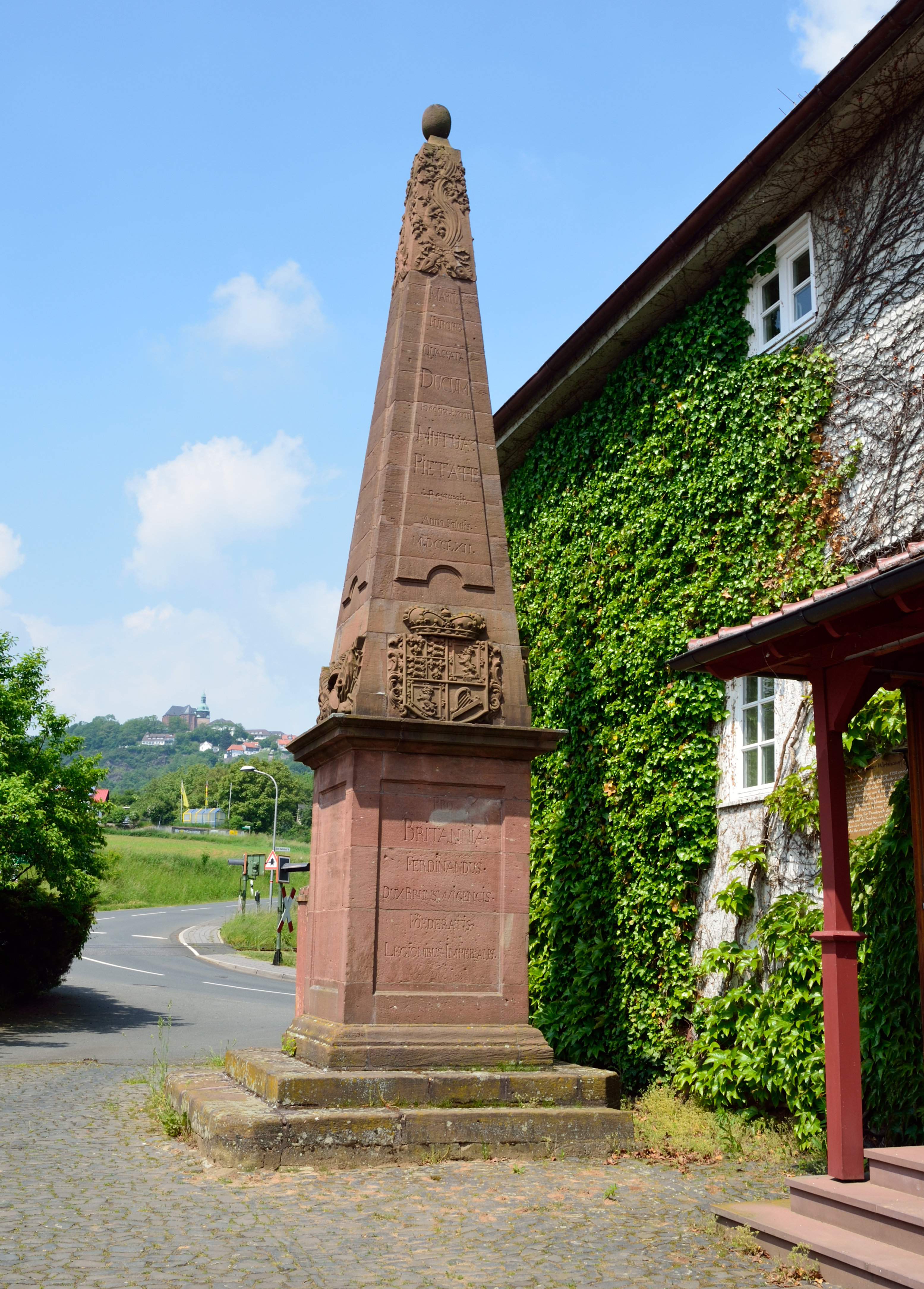
Der Friedenstein

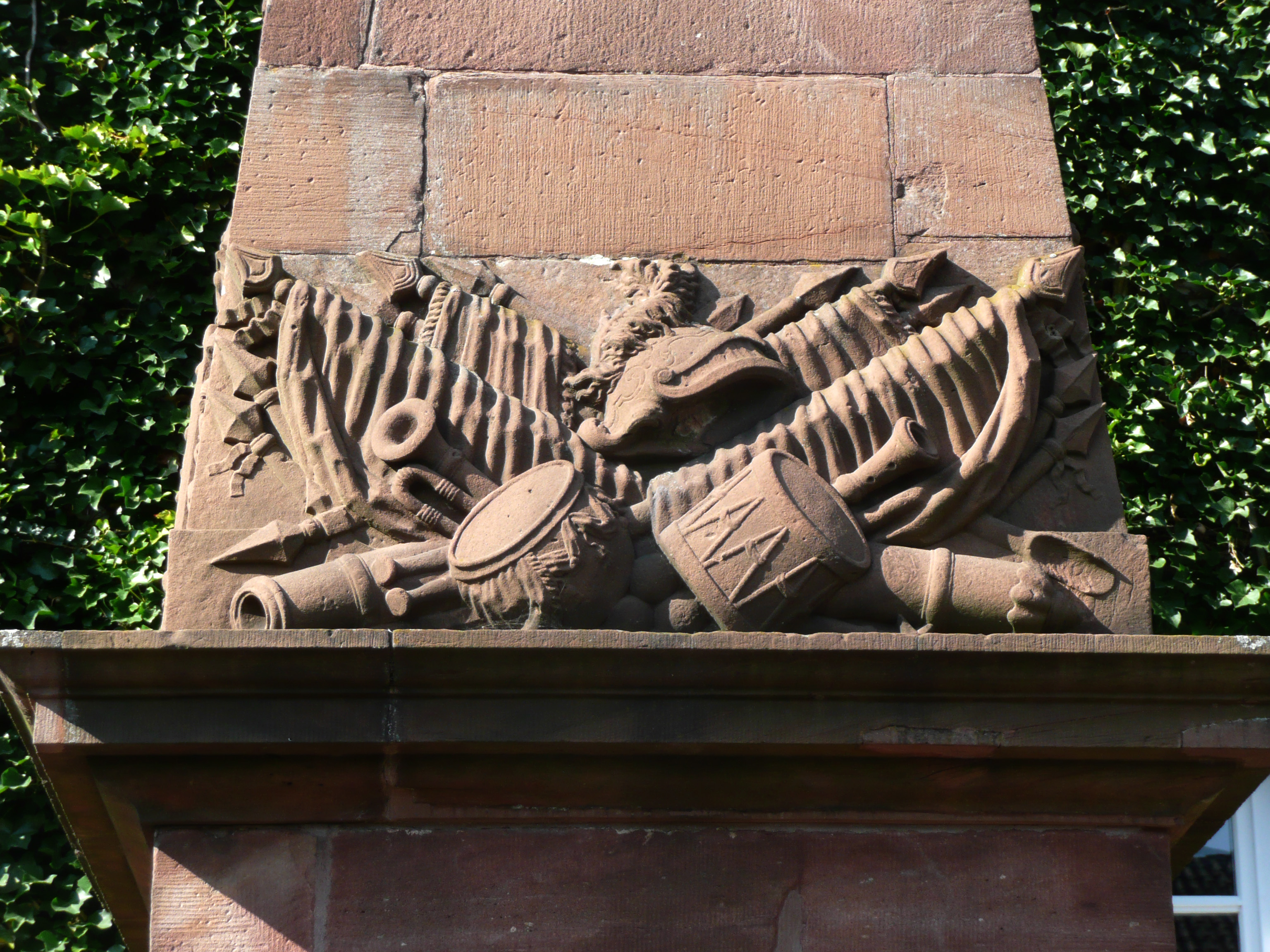
Detail aus dem Friedenstein mit Fahnen, Trommeln und Kanonen

In den folgenden Wochen lagen sich die gegnerischen Truppen in ihren Stellungen zu beiden Seiten der Ohm gegenüber, aber es kam zu keinen Kampfhandlungen mehr. Am 7. November erfuhren die französischen Generäle von dem am 3. November in Fontainebleau zwischen England und Frankreich ausgehandelten Vorfrieden, woraufhin es am 8. November am „Brücker Wirtshaus“ zu einer ersten Unterredung der beiden Parteien kam. Am 14. November erhielt Herzog Ferdinand vom englischen König Georg III. die Vollmacht, mit den Franzosen über einen Waffenstillstand zu verhandeln, den Herzog Ferdinand und die französischen Marschälle Le Tellier und Soubise am 15. November im Brücker Wirtshaus unterzeichneten. Danach gaben die beiden Marschälle den Generälen der Verbündeten ein Essen in einem Raum des Wirtshauses, dessen östliche Wand von etwa 60 Kanonenschüssen durchlöchert war. Der Abzug der französischen Truppen begann noch am gleichen Tag. Die Verbündeten räumten ihre Stellungen erst zwischen dem 17. und dem 22. November.
Im Hof des „Brücker Wirtshauses“ erinnert ein damals gesetzter barocker Obelisk, der sogenannte Friedenstein, an diesen Waffenstillstandsvertrag.
Im Museum Amöneburg veranschaulicht ein Diorama Ausschnitte aus der Schlacht an der Brücker Mühle.